# تانيا أندرييفا
تانيا أندرييفا مواليد 17 يونيو 1978 في سكوبيه، جمهورية مقدونيا، هي لاعبة كرة يد مقدونية تلعب كحارس مرمى. مثلت منتخب مقدونيا لكرة اليد للسيدات.

## سجل المنافسة
شاركت في البطولات التالية:
- بطولة أوروبا لكرة اليد للسيدات 2012

## روابط خارجية
- تانيا أندرييفا على موقع الاتحاد الأوروبي لكرة اليد (الإنجليزية)